# کنسرت همایون
 کنسرت همایون نام یک آلبوم موسیقی اثر حسین علیزاده، هنرمند ایرانی است که در سبک  سنتی تهیه شده و دارای ۱۴ آهنگ است. مجید خلج نیز در ساخت این آلبوم همکاری کرده‌است.

## فهرست آهنگ‌ها
| ردیف | آهنگ            |
| ۱    | درآمد           |
| ۲    | ضربی، چهارمضراب |
| ۳    | زنگ شتر         |
| ۴    | لیلی و مجنون    |
| ۵    | بیداد           |
| ۶    | چهارمضراب بیداد |
| ۷    | نی داود         |
| ۸    | ضربی بیداد      |
| ۹    | اوج             |
| ۱۰   | ضربی اوج        |
| ۱۱   | فرود            |
| ۱۲   | سوز و گداز      |
| ۱۳   | بختیاری، فرود   |
| ۱۴   | بحر طویل        |